# خوزه بویتوکس
خوزه بویتوکس (به پرتغالی: José Boiteux) یک منطقهٔ مسکونی در برزیل است که در سانتا کاتارینا واقع شده‌است. خوزه بویتوکس ۴۰۵٫۵۵۲ کیلومتر مربع مساحت و ۵٬۰۰۷ نفر جمعیت دارد.